# 奇特拉杜尔加·帕德马·拉朱
奇特拉杜尔加·帕德马·拉朱（1979年4月13日 -  ）是一名印度举重运动员，身高1.70米。2010年参加广州亚运会，以295千克的成绩获77公斤级比赛第六名。